# Antonio Ortiz Mena

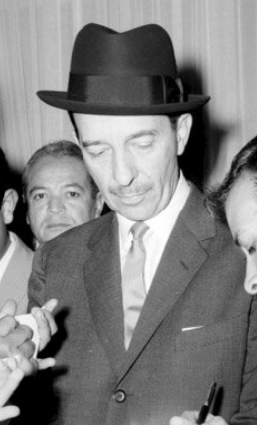
Antonio Ortiz Mena während eines Interviews

Antonio Ortiz Mena (* 22. September 1908 in Hidalgo del Parral, Bundesstaat Chihuahua; † 13. März 2007 in Mexiko-Stadt) war ein mexikanischer Politiker der Partei der Institutionalisierten Revolution PRI (Partido Revolucionario Institucional) und Bankmanager, der unter anderem von 1952 bis 1958 Generaldirektor des Institutes für soziale Sicherheit IMSS (Instituto Mexicano del Seguro Social), zwischen 1958 und 1970 Finanzminister (Secretarío de Hacienda) sowie von 1971 bis 1988 Präsident der Interamerikanischen Entwicklungsbank (IDB) war. Während seiner Tätigkeit als Finanzminister war er einer der Väter des mexikanischen Wirtschaftswunders. 2009 wurde ihm posthum die Medalla Belisario Domínguez del Senado de la República verliehen, die höchste Auszeichnung der Regierung Mexikos.

## Leben

### Studium, Jurist und Generaldirektor des IMSS
Ortiz Mena, Sohn des Finanzministers des Bundesdistrikts Mexiko-Stadt Antonio R. Ortiz und dessen Ehefrau María Mena, war ein Neffe von Eduardo Ortiz, der zeitweise Vize-Minister für öffentliche Arbeiten war, sowie von Carlos Rodrigo Ortiz, der zwischen 1881 und 1883 Gouverneur des Bundesstaates Sonora war. Seine schulische Ausbildung absolvierte er am Colegio Alemán, am Colegio Franco-Inglés sowie an der Escuela Nacional Preparatoria und begann danach ein Studium der Rechtswissenschaften an der juristischen Fakultät (Escuela Nacional de Jurisprudencia) der Nationalen Autonomen Universität von Mexiko (UNAM), das er 1928 mit dem Lizenziat (Licenciado) abschloss. Im Anschluss folgte ein postgraduales Studium der Wirtschaftswissenschaften und der Philosophie an der UNAM sowie im Anschluss zwischen 1930 und 1932 eine Tätigkeit als Assessor in der Regierung des Bundesdistrikts. 1932 schloss er seine Promotion zum Doktor der Rechte an der UNAM mit einer Dissertation mit dem Titel La suspensión del acto reclamado en el juicio de amparo ab. In der Folgezeit wurde er Leiter der dortigen Rechtsabteilung, danach Rechtsassessor beim Generalstaatsanwalt der Republik sowie schließlich Leiter der Berufsabteilung im Ministerium für öffentlichen Unterricht. Daraufhin war er von 1936 bis 1940 Mitarbeiter der Nationalbank für städtische Hypotheken und öffentliche Arbeiten (Banco Nacional Hipotecario Urbano y de Obras Públicas) sowie schließlich zwischen 1940 und 1945 Leiter der Abteilung für die Eigentumsverstaatlichung beim Generalstaatsanwalt.
Danach kehrte Ortiz Mena 1946 zur Banco Nacional Hipotecario Urbano y de Obras Públicas, in der er bis 1952 als Direktor tätig war. 1952 übernahm er von Antonio Díaz Lombardo den Posten als Generaldirektor des Institutes für soziale Sicherheit IMSS (Instituto Mexicano del Seguro Social) und hatte diesen bis zu seiner Ablösung durch Benito Coquet Lagunes 1958 inne. Zugleich fungierte er zwischen 1955 und 1959 als Präsident des Ständigen Ausschusses für interamerikanische soziale Sicherheit.

### Finanzminister 1958 bis 1970 und der mexikanische Wirtschaftsboom
Nach der Wahl von Adolfo López Mateos zum Präsidenten wurde Ortiz Mena von diesem am 1. Dezember 1958 zum Finanzminister (Secretarío de Hacienda) ernannt und damit zum Nachfolger von Antonio Carrillo Flores. Zuvor hatte er am wirtschaftspolitischen Wahlprogramm der PRI mitgearbeitet. Das Amt des Finanzministers bekleidete er auch unter dem Nachfolger von López Mateos, Gustavo Díaz Ordaz, vom 1. Dezember 1964 bis zum 13. August 1970, woraufhin er von Hugo B. Margáin abgelöst wurde.
Während seiner zwölfjährigen Amtszeit als Finanzminister trug er nachhaltig Verantwortung für das Wirtschaftswachstum in den 1960er Jahren. Trotz des überdurchschnittlichen Bevölkerungswachstums von 34.994.000 Einwohnern 1960 auf 50.695.000 Einwohnern 1970 wuchs das Pro-Kopf-Einkommens in jener Zeit um 3,4 Prozent jährlich. Die jährliche Wirtschaftswachstumsrate lag bei rund 5 Prozent, während die Inflation im Durchschnitt weniger als Prozent pro Jahr betrug. Dadurch gelangten Millionen Mexikanern in die Mittelklasse und das Land änderte sich von einer überwiegend landwirtschaftlich geprägte Wirtschaft hin zu einem Industrieland. Gleichzeitig blieb das öffentliche Defizit des Bruttoinlandsprodukts 0,41 Prozent 1958, 1,57 Prozent 1960 sowie 1,84 Prozent 1970 vergleichsweise gering. Das Gesamtdefizit des öffentlichen Sektors betrug 1960 2,7 Prozent sowie 3,8 Prozent des Bruttoinlandsprodukts. Die Einhaltung der wirtschaftlichen Ziele zur Erreichung des Wachstums erfolgte durch eine straffe Führung und Kontrolle der verstaatlichten Unternehmen wie dem Erdölkonzern PEMEX, der Eisenbahngesellschaft Ferrocarriles Nacionales de México (FNM), dem Elektrizitätsunternehmen Comisión Federal de Electricidad (CFE) und dem Nahrungsmittelgesellschaft Compañía Nacional de Subsistencias Populares (CONASUPO). Zugleich kam es zu einer Erhöhung von Preisen für Benzin, Diesel, Strom und öffentliche Verkehrsmittel bei gleichzeitiger Verringerung der Subventionen für die Landwirtschaft.
Die gestiegenen Einnahmen wurden für die Reduzierung der Auslandsschulen genutzt. So waren beispielsweise 1961 die aus der 1910 begonnenen Revolution resultierenden Verbindlichkeiten beglichen. 1970 betrugen die Auslandsschulden mit 3,2 Milliarden US-Dollar 9,2 Prozent des Bruttoinlandsprodukts. Die von Ortiz Mena betriebene importsubstituierende Industrialisierung und strukturalistische Wirtschaftspolitik förderte einheimische Unternehmen wie die Bergbaugesellschaft Peñoles, den Düngemittelhersteller Fertilizantes Mexicanos (FERTIMEX), das Stahlunternehmen Altos Hornos de México (AHMSA) sowie die Elektrizitätsgesellschaft Luz y Fuerza del Centro (LyFC) im Gegensatz zu Unternehmen im ausländischen Besitz.
Trotz der Reduzierung der staatlichen Landwirtschaftssubventionen gelang durch die Kreditvergabe der Nationalen Landwirtschaftsbank (Banco Nacional Agropecuario) und der Nationalen Land- und Viehversicherung (Aseguradora Nacional Agrícola y Ganadera) ein jährlicher Zuwachs der Landwirtschaftsproduktion von 3,2 Prozent pro Jahr. Dies führte auch bei den Landwirten zu einem jährlichen Anstieg des Pro-Kopf-Einkommens von 2,2 Prozent. Gleichzeitig erlaubte der Anstieg der landwirtschaftlichen Produktion nunmehr auch den Export von Mais, Bohnen und Weizen. Durch Kredite der Banco de México erfolgte darüber hinaus die Förderung des Tourismus, die eine Entwicklung der Tourismusgebiete Puerto Escondido, Huatulco, Ixtapa und Cancún zur Folge hatte. Auf der Grundlage seiner während der Tätigkeit als Generaldirektor des IMSS gesammelten Erfahrung in sozialen Sicherungssystemen war er 1959 maßgeblich an der Gründung und Organisation des Instituts für soziale Sicherheit und Dienstleistungen für staatliche Arbeiter ISSSTE (Instituto de Seguridad y Servicios Sociales de los Trabajadores del Estado) beteiligt.
Als es Ende der 1960er zu von der Partido Comunista Mexicano (PCM) organisierten Unruhen sowie am 2. Oktober 1968 zum Massaker von Tlatelolco kam, versuchte Ortiz Mena durch weitere Wirtschaftsreformen die kritisierten Lebensbedingungen für Bauern, Arbeiter und Teile der unteren Mittelschicht zu verbessern. Am Ende seiner Amtszeit als Finanzminister 1970 lag das Wachstums des BIP bei 6,8 Prozent sowie des Pro-Kopf-Einkommens bei 3,4 Prozent, während die Inflationsrate 2,6 Prozent lag. Der Wechselkurs lag mit 12,5 Peso für einen US-Dollar auf dem Niveau von 1954. Die realen Lohnanstiege betrugen 6 Prozent und das tatsächliche Pro-Kopf-Einkommen war von 300 US-Dollar im Jahr 1958 auf 700 US-Dollar im Jahr 1970 gewachsen.
Ortiz Mena, der zwischen 1959 und 1970 auch Mitglied des Gouverneursrates des Internationalen Währungsfonds war, galt als möglicher Kandidat der Partei der Institutionalisierten Revolution PRI (Partido Revolucionario Institucional) bei der Präsidentschaftswahl am 5. Juli 1970, insbesondere wegen seiner finanzpolitischen Nähe zur USA. Allerdings wurde der bisherige Innenminister (Secretarío de Gobernación) Luis Echeverría Álvarez Präsidentschaftskandidat der PRI und gewann die Präsidentschaftswahl mit 11.708.065 Stimmen (82,93 Prozent) deutlich vor dem Gegenbewerber der Partei der Nationalen Aktion PAN (Partido Acción Nacional) Efraín González Morfín, auf den 1.945.070 Wählerstimmen (13,78 Prozent) entfielen. Er trat daraufhin am 13. August 1970 als Finanzminister zurück und übernahm nach dem Amtsantritt von Präsident Echeverría Álvarez am 1. Dezember 1970 kein neues Ministeramt in dessen Regierung.

### Präsident der Interamerikanischen Entwicklungsbank
Stattdessen wurde Ortiz Mena 1971 als Nachfolger des Chilenen Felipe Herrera Präsident der Interamerikanischen Entwicklungsbank (IDB), die 1960 auf seine Mitinitiative hin gegründet wurde. Er wurde 1978 sowie 1985 jeweils für eine weitere siebenjährige Amtszeit wieder gewählt. Während seiner Amtszeit kam es 1974 zur sogenannten Erklärung von Madrid (Declaración de Madrid), die die Aufnahme von Staaten außerhalb des amerikanischen Kontinents erlaubte. Dies führte dazu, dass die Zahl der Mitgliedsländer von 23 auf 44 wuchs und 15 europäische Länder wie 1979 die Bundesrepublik Deutschland, aber auch Israel und Japan beitraten. Zugleich stiegen die vergebenen Kredite von 4 Milliarden US-Dollar 1970 auf 40 Milliarden US-Dollar 1987 um das Zehnfache. Gleichzeitig stieg das Kapital der IDB von 2,4 Milliarden US-Dollar auf 34 Milliarden US-Dollar. Er trat insbesondere für die finanzielle Förderung von Unternehmen und Projekten der technischen Zusammenarbeit ein. 1978 schuf die IDB während seiner Präsidentschaft das erste Kreditprogramm für Klein- und Kleinstprojekte.
1988 trat Ortiz Mena drei Jahre vor Ablauf seiner regulären Amtszeit als Präsident der IDB zurück, nachdem es zuvor zu Unstimmigkeiten zwischen lateinamerikanischen Mitgliedsländern und den USA gekommen war, die für sich einen stärkeren Einfluss innerhalb der Bank forderte. Bereits 1985 hatte der damalige US-Außenminister George P. Shultz vergeblich die Gewährung eines Kredits in Höhe von 58 Millionen US-Dollar an Nicaragua zu verhindern, das zu dieser Zeit von der linksgerichteten Frente Sandinista de Liberación Nacional (FSLN) von Daniel Ortega regiert wurde. Sein Nachfolger als Präsident der IDB wurde 1988 der bisherige Außenminister Uruguays, Enrique Iglesias.
Im Anschluss wurde Ortiz Mena, dem die Universidad de las Américas (UDLA) sowie die Universidad Nacional Pedro Henríquez Ureña (UNPHU) einen Ehrendoktor verlieh, 1988 Generaldirektor der Banco Nacional de México (BANAMEX), eines der größten Kreditunternehmen Mexikos. In dieser Funktion war er im Februar 1993 Gastgeber eines Treffens zur Vorbereitung des Wahlkampfes der PRI für die bevorstehenden Präsidentschaftswahlen an dem der damalige Präsident Carlos Salinas de Gortari, der Minister für Landwirtschaft und Wasserkraft Carlos Hank González sowie einflussreiche Unternehmer wie Lorenzo Zambrano, Alberto Baillères, Gilberto Borja Navarrete, Bernardo Garza Sada, Carlos Slim Helú, Alfredo Harp Helú, Jerónimo Arango und Roberto González Barrera teilnahmen. Dabei verpflichtete sich jeder Teilnehmer eine Summe von 25 Millionen US-Dollar für den Wahlkampf zu spenden.
1999 erschien beim Verlag Fondo de Cultura Económica (FCE) sein autobiografisches Buch El desarrollo estabilizador. Reflexiones sobre una época. Am 12. März 2007 verstarb er an den Folgen einer Lungenentzündung. 2009 wurde ihm posthum die Medalla Belisario Domínguez del Senado de la República verliehen, die höchste Auszeichnung der Regierung Mexikos.

## Veröffentlichungen
- La suspensión del acto reclamado en el juicio de amparo. Dissertation UNAM, 1932.
- Política financiera. Informes y discursos. 1962.
- Las finanzas públicas en el desarrollo socioecoómico de México. 1969.
- Discursos y declaraciones, 1964–1970. 1970.
- Panoramica de la economía latinoamericana y algunas reflexiones sobre el desarrollo y la integración de la región. 1972.
- Development in Latin America, a view from the IDB. Addresses and documents, 1971-75. 1975.
- Qué pasa en México? En conversación con Aurora Berdejo. 1984, ISBN 968-409-030-7.
- El desarrollo estabilizador. Reflexiones sobre una época. 1998, ISBN 968-16-5431-5.